# New Angel
New Angel (新・エンジェル?, Shin Enjieru) è una serie hentai creata nel 1991 composta da 5 episodi. È stata distribuita in Giappone e Francia, e in Nord America da ADV Films. La serie hentai è basata sulla serie manga con lo stesso nome, creata dal famoso mangaka U-Jin.

## Trama
La storia segue le avventure di uno studente, Kousuke Atami, che ha recentemente scoperto che una sua amica di infanzia, Shizuka, frequenta la sua stessa scuola. Non vedendosi dall'età di 5 anni molte cose sono cambiate, compreso loro stessi. Lentamente accettano le loro differenze e continuano la loro amicizia, ma poco alla volta tra piccoli avvenimenti i due iniziano a provare affetto. Kousuke però nel frattempo porterà nel suo letto altre giovani donne, cercando di capire i suoi veri sentimenti.

## Doppiaggio
- Miki Itō: Shizuka Himenogi
- Kazue Komiya: Madre di Kousuke
- Mayumi Shou: Ghost
- Misa Watanabe: Companion
- Naoko Matsui: Naomi
- Yumi Takada: Miko